# Лум (озеро)
Лум — крупное озеро в Шенкурском районе Архангельской области (бассейн реки Северная Двина). Относится к Двинско-Печорскому бассейновому округу. Площадь — 12,2 км². Высота над уровнем моря — 57 м.

## Острова
На озере есть пара небольших островов.

## Реки и озёра
В озеро впадает река Лума. Протоками соединяется с озёрами: Большое Пышенское (Пышинское) и Чёрное (и Большое Колмозеро). Из озера Лум вытекает река Коскара (приток Ваги). Из болота к востоку от озера Лум берёт начало приток Северной Двины река Нюма.

## История
Ранее озеро было в составе Шенкурского уезда.

## Топографические карты
- Лист карты P-38-63,64 Кодимский. Масштаб: 1 : 100 000. Указать дату выпуска/состояния местности.
- Лист карты P-37-13,14 Южный. Масштаб: 1 : 100 000. Указать дату выпуска/состояния местности.